# Oxyrrhynchium latifolium
Oxyrrhynchium latifolium là một loài Rêu trong họ Brachytheciaceae. Loài này được (Cardot) Podp. mô tả khoa học đầu tiên năm 1929.